# Schefflera munchiquensis
Schefflera munchiquensis är en araliaväxtart som beskrevs av Ram.-padilla. Schefflera munchiquensis ingår i släktet Schefflera och familjen araliaväxter. Inga underarter finns listade.